# Hongqi

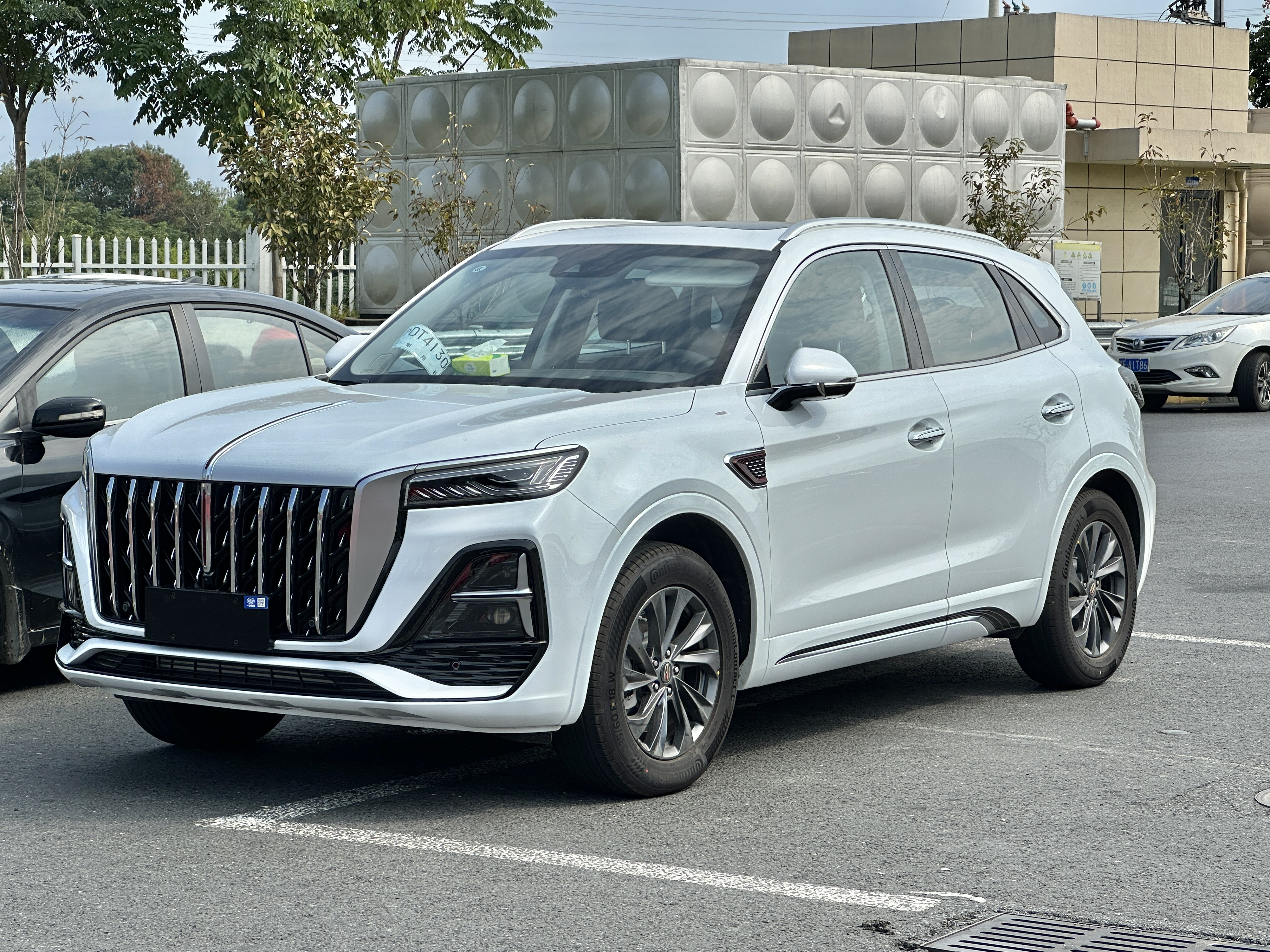
Hongqi HS5

Hongqi (chiń. 红旗) – luksusowa marka samochodów. 红旗 (Hongqi) oznacza czerwoną flagę (zasadniczo w znaczeniu czerwonego sztandaru), jest to charakterystyczny znaczek tego pojazdu.
Produkcja limuzyny rozpoczęła się w 1958 roku.
Pierwszym modelem, który wszedł na rynek 1 sierpnia 1958 był Hongqi 72. Następnie wyprodukowano w 1965 roku model Hongqi CA770. W 1969 roku wyszła opancerzona limuzyna Hongqi CA772, która była specjalnie zaprojektowana w celu spełnienia wymogów bezpieczeństwa prezydentów i szefów państw. W 2008 roku na imprezie Beijing Auto Show pokazano nowe modele Hongqi HQE oraz Hongqi SUV.
W 2013 roku zapewniono rynek zbytu limuzyn poprzez nakazanie najwyższym rangą urzędnikom w ChRL, do wykorzystywania Hongqi H7 jako pojazdu służbowego.

## Modele
- Hongqi 72
- Hongqi Besturn
- Hongqi CA770
- Hongqi CA772
- Hongqi Century Star
- Hongqi Flagship
- Hongqi HQ
- Hongqi HQ 430
- Hongqi HQE
- Hongqi Mingshi
- Hongqi New Century Star
- Hongqi Shengshi
- Hongqi SUV